# Mouscron
Mouscron (neerlandês: Moeskroen) é uma cidade e um município da Bélgica localizado no distrito de Mouscron, província de Hainaut, região da Valônia. A cidade de Moouscron está localizada a 110 km ao oeste de Bruxelas (capital).
O município de Mouscron compreende quatro sub-municípios (deelgemeente, antigos municípios que perderam o estatuto de município): Mouscron (Moeskroen), Dottignies (Dottenijs), Herseaux (Herzeeuw) e Luingne e faz fronteira com a França e com a região de Flandres (equivalente a Região Linguística Flamenga).
Muitos estranhos se sentem em casa em Mouscrons pela hospitalidade dos moradores, e muitos retornam. Localizada perto da fronteira francesa, Mouscron é uma cidade Belgo-Francesa em muitos aspectos. Com uma significada população francesa.
A cidade conheceu o desenvolvimento no século XIX, sobretudo no início do século XX com o desenvolvimento da indústria têxtil no norte da França. Ultimamente uma crise afeta as indústrias, por isso o Departamento para Investimentos e Câmara do Comércio querem estabilizar as existentes para atrair novos investidores.  Os habitantes de Mouscron são os Mouscronnois.